# Scarcroft
Scarcroft är en by och en civil parish i Leeds i West Yorkshire i England. Orten har 1 194 invånare (2011).